# Zepelins Regiment
Zepelins Regiment (på svenska: Zepelins regemente), var ett danskt infanteriregemente som var verksamt under olika namn mellan 1677 och 1714 då det inlemmades i Sjællandske geworbne Regiment.

## Historia
Regementet upprättades ur det frikompani som bildades den 13 februari 1677 av kommendanten på Köpenhamns fästning, Steen Andersen Bille. År 1681 blev generalmajor Hans Schack kommendant på fästningen och han utökade 1683 kompaniet till en bataljon och år 1689 till ett fullt regemente. Enligt dåtida tradition döptes regementena efter deras befälhavare och regementet hade därför namnet Schacks Regiment. När den svenska armén landsteg vid Humlebæk vid Stora nordiska krigets början år 1700 var en bataljon ur regementet del av den styrka som Schack skickade från Köpenhamn för att möta de svenska trupperna. Efter att ha anklagats för att vara alltför passiv vid landstigningen, lämnade Schack samma år in sin avskedsansökan och som ny förbandschef utsågs Johan Bernhard Schwerzel. Regementet kallades därefter Schwertzels Regiment fram till 1704, då Schwertzel utsågs som chef för första bataljonen i Prins Carls Regiment som hyrdes ut till de stridande parterna i spanska tronföljdskriget. Ny förbandschef blev prins Karl von Hessen-Philippsthal och regementet benämndes följaktligen Prinsen af Hessens Regiment. När Fredrik IV 1709 beslutade sig för att åter bege sig in i Stora nordiska kriget deltog regementet i den danska invasionen med målet att återta Skånelandskapen. Fälttåget slutade i det katastrofala nederlaget vid slaget vid Helsingborg den 28 februari 1710. Prinsen av Hessen utmärkte sig under slaget och utsågs efter slaget till generalmajor. Som efterträdare utsågs samma år Daniel Ernst Zepelin och regementet deltog vid slaget vid Gadebusch 1712 under namnet Zepelins (geworbne) Regiment. Den 24 juni 1714 inlemmades regementet i Sjællandske geworbne Regiment.

## Förbandschefer
- Steen Andersen Bille, från 13 februari 1677
- Hans Schack, från 1681
- Johan Bernhard Schwertzel, från 1700
- Prins Karl von Hessen-Philippsthal, från 20 september 1704
- Daniel Ernst Zepelin, från 6 juni 1710

Källa: Rigsarkivet